# Вільго Лампі
Вільго Лампі (фін. Vilho Henrik Lampi 19 липня 1898, Оулу, Велике князівство Фінляндське — 17 березня 1936, Оулу, Фінляндія) — фінський художник. Найбільш відомий своїми автопортретами, а також картинами Лимінки і її жителів.

## Біографія
Народився 19 липня 1898 в Оулу, але жив у Лимінці більшу частину свого життя.
З 1921 по 1925 навчався у фінській Академії образотворчих мистецтв, а після закінчення навчання повернувся до Лимінки, де написав свої найвідоміші твори.
У 1934 брав участь у виставці «Фінське мистецтво».
17 березня 1936 здійснив самогубство, стрибнувши з моста до річки Оулуйокі. Похований на цвинтарі Лимінки.
У 1972 в Лимінці був відкритий музей Вільго Лампі.

## Основні роботи
| Назва                               | Рік      | Формат           | Розташування                      | Джерело |
| ----------------------------------- | -------- | ---------------- | --------------------------------- | ------- |
| Pokkasakki                          | 1929     | 117 × 126 см     | Художній музей Оулу               |         |
| Iänkaikkinen ikävä                  | 1930     | 35 × 49 см       | Художній музей Оулу               |         |
| Viinankeittäjät                     | 1930     | 136 × 164 см     | Художній музей Оулу               |         |
| Hevoshuijarit                       | 1930     | 187 × 136 см     | Художній музей Оулу               |         |
| Sianhirtto                          | 1930     | 101 × 107 см     | Приватна колекція                 |         |
| Mestaaja                            | 1930     | 91,5 × 91,5 см   | Художній музей Оулу               |         |
| Itsemurhaaja                        | ок. 1930 |                  | Художній музей Айне               |         |
| Siltatanssit                        | 1930     | 82 × 96 см       | Атенеум                           |         |
| Pitäjän keisari                     | 1930     | 108 × 104 см     | Музей Вільго Лампі                |         |
| Omakuva                             | 1930     | 149 x 84 см      | Приватна колекція                 | [ 4 ]   |
| Yö Retuperällä                      | 1930     | 47 × 61 см       | Приватна колекція                 |         |
| Ikkuna Pariisista                   | 1931     | 61 × 48 см       | Музей Вільго Лампі                |         |
| Sininen ämpäri                      | 1931     | 69,5 × 56 см     | Kaleva                            |         |
| Omakuva                             | 1932     | 81,5 × 54 см     | Художній музей Турку              |         |
| Maija ja ruusu                      | 1932     | 72 × 56 см       | Художній музей Оулу               |         |
| Asetelma                            | 1933     | 44,50 × 51,00 см | Атенеум                           |         |
| Tyttö jään reunalla (Lapsifantasia) | 1933     | 36,5 × 47 см     | Приватна колекція                 |         |
| Gramofoni                           | 1933     |                  | Музей сучасного мистецтва Тампере | [ 5 ]   |
| Liminganjoki                        | 1934     | 44 × 62,5 см     | Художній музей Гельсінкі          |         |
| Raita                               | 1934     | 44 × 62 см       | Атенеум                           |         |
| Omakuva                             | 1934     | 43 × 65,5 см     | Музей Вільго Лампі                |         |
| Äidin haudalla                      | 1934     | 197 × 137 см     | Художній музей Оулу               |         |
| Saunan katto                        | 1935     | 55 × 69 см       | Атенеум                           |         |